# Охримовка (Харьковская область)
Охримовка (укр. Охрімівка) — село,
Охримовский сельский совет,
Волчанский район,
Харьковская область, Украина.
Население по переписи 2024 года составляет 10 человек.
Является административным центром Охримовский сельский совет, в который, кроме того, входят сёла
Малая Волчья,
Рыбалкино и
Чайковка.

## Географическое положение
Село Охримовка находится, в основном, на левом берегу реки Волчья в месте впадения в неё реки Плотва, выше по течению в 3-х км расположено село Малая Волчья, ниже в 2-х км — село Чайковка.

## Экономика
- В селе есть молочно-товарная и свино-товарная фермы, машинно-тракторные мастерские.

## Достопримечательности
- Ботанический заказник общегосударственного значения «Волчанский». Площадь, 185,0 га. Размещен около сёл Землянки, Малая Волчья, Николаевка, Волоховка, Нестерное, Охримовка, Бочково. Редкие меловые и степные фитоценозы на правому берегу реки Волчья, уникальное на Украине месторасположение реликтового эндемичного исчезающего вида кустарников — волчеягодник Софии. В растительном покрове значительная роль принадлежит группировкам с доминированием эндемических, реликтовых и исчезающих видов из Европейского Красного списка: проломник Козо-Полянского, иссоп меловой, полынь молочноцветковая, ранник меловой. Флора насчитывает более 500 видов растений.[2]
- Братская могила советских воинов. Похоронено 232 воина.
- Памятный знак воинам-односельчанам. 1941—1945 гг.